# فرانسيسكو كونسيساو
فرانسيسكو كونسيساو (بالبرتغالية: Francisco Conceição) هو لاعب كرة قدم برتغالي ولد في 14 ديسمبر من عام 2003 في مدينة كويمبرا في البرتغال، ويلعب في مركز الوسط مع نادي يوفنتوس الذي ينافس في الدوري الإيطالي الدرجة الأولى، وكذلك ومع منتخب البرتغال لكرة القدم.

## وصلات خارجية
- فرانسيسكو كونسيساو على موقع الاتحاد الأوربي (الإنجليزية)
- فرانسيسكو كونسيساو على موقع إي إس بي إن إف سي (الإنجليزية)
- فرانسيسكو كونسيساو على موقع قاعدة بيانات كرة القدم.إي يو (الإنجليزية)
- فرانسيسكو كونسيساو على موقع ليكيب (الفرنسية)
- فرانسيسكو كونسيساو على موقع ناشيونال فوتبول تيمز (الإنجليزية)
- فرانسيسكو كونسيساو على موقع Soccerbase.com (لاعب) (الإنجليزية)
- فرانسيسكو كونسيساو على موقع Soccerway.com (الإنجليزية)
- فرانسيسكو كونسيساو على موقع عالم كرة القدم.نت (الإنجليزية)
- فرانسيسكو كونسيساو على موقع AS.com (الإسبانية)